# Magellana
Magellana là một chi bướm đêm thuộc họ Noctuidae.